# غولدفيل
غولدفيل (بالإنجليزية: Goldville)‏ هي مدينة أمريكية تقع في ولاية ألاباما.تبلغ مساحة هذه المدينة 2.6 (كم²)،ويبلغ عدد سكانها 37 نسمة حسب إحصاء سنة 2010 م.تشير الإحصاءات بأن الكثافة السكانية في هذه المدينة تقدر بـ(14.2) نسمة/كم2.

## أعلام
- جون مالكوم باترسون